# Deadline (Computerspiel)
Deadline ist ein Computerspiel der US-amerikanischen Firma Infocom aus dem Jahr 1982. In dem Textadventure muss der Spieler als Privatdetektiv einen Mord aufklären.

## Handlung
Die Handlung im Stil einer klassischen Kriminalgeschichte spielt in Lakeville im US-Bundesstaat Connecticut. Der reiche Unternehmer und Philanthrop Marshall Robner ist tot. Er wird in seiner Bibliothek gefunden, die Tür ist von innen verschlossen, die Umstände deuten auf Selbstmord hin. Der Spieler übernimmt die Rolle eines Privatdetektivs, der von Robners Anwalt engagiert wurde, Gerüchte über eine mögliche Fremdeinwirkung aufzuklären. Hierfür bekommt der Spieler zwölf Stunden Zeit. Mit Unterstützung des Polizisten Sergeant Duffy entlarvt er den Todesfall als Mord und ermittelt gegen sechs Verdächtige, die sich auf dem Anwesen Robners befinden.

## Spielprinzip und Technik
Deadline wird über die Tastatur gesteuert. Befehle an den Computer werden als Sätze in Imperativform eingegeben und von einem Parser verarbeitet. Technisch wurde das Spiel mit der Z-machine realisiert. Der Spieler beobachtet die sechs Verdächtigen, befragt sie und sammelt Beweismittel. Deadline muss innerhalb eines Zeitlimits gelöst werden. Deadline hat keine Grafik und keinen Sound. In der Packungsbeilage befinden sich polizeiliche Vernehmungsprotokolle der Verdächtigen, ein Foto des Tatorts und andere Gegenstände, die zur Lösung des Falles notwendig sind und mithin einen Kopierschutz darstellen.

## Produktionsnotizen
Das Genre des Spiels wurde vom Hersteller als Interactive Fiction bezeichnet. Programmiert wurde Deadline, wie auch die vorhergehenden Infocom-Spiele, in der systemunabhängigen Programmiersprache ZIL, die die Eingaben des Programmierers in Daten für die Game-Engine Z-machine umwandelte. ZIL und Z-machine waren Eigenentwicklungen von Infocom. Deadline ist das erste Infocom-Spiel, das nicht in einer Fantasywelt spielt. Mit dem Krimi-Genre betrat die Firma neue Wege, da fast alle bis dato erschienenen Textadventures explorativen Charakter sowie eine zumindest größtenteils statische Spielwelt hatten. Der Arbeitstitel des Spiels war Was It Murder? (War es Mord?) - der endgültige Titel wurde, ein für Infocom damals nicht unüblicher Prozess, von der Bostoner Werbeagentur Giardini/Russell vorgeschlagen, die für Infocom das Marketing, aber auch die Packungsgestaltung und andere Arbeiten erledigte.
2019 wurde der Quelltext des Spiels auf dem Software-Entwicklungs-Repository GitHub veröffentlicht.

## Rezeption

### Zeitgenössische Rezensionen
Die deutschsprachige Computerzeitschrift Happy Computer hob die eigenständigen Aktionen der sechs Verdächtigen und den abwechslungsreichen Handlungsverlauf hervor. Das Magazin lobte, die Texte hätten die literarische Qualität von Büchern, und man habe beim Spiel „den Eindruck, Teil eines gut geschriebenen Kriminalromans zu sein“. Kritisiert wurden, das man auf bestimmte Events des Spiels warten müsse.
Das US-Magazin Computer Gaming World urteilte, man habe beim Spielen den Eindruck, tatsächlich in das Geschehen involviert zu sein. Es sei realistisch, involvierend und mitunter frustrierend. Das Magazin hob die „exzellente“ Dokumentation positiv hervor. Die Kommunikation mit den NPCs und die Ermittlungsarbeiten seien über „extrem hilfreiche“ Kommandos gelöst. Redakteurin Deirdre Malloy zeigte sich von der Auflösung des Falles enttäuscht, sprach aber aufgrund des hohen Realismusgrades und des guten Parsers eine klare Kaufempfehlung aus.
Für die Tageszeitung New York Times wertete Redakteur Edward Rothstein 1983, dass man im Gegensatz zu anderen zeitgenössischen Adventures und Arcade-Spielen einen echten Charakter spiele und dass dessen Handlungen die Spielwelt beeinflussten. Da sich die Handlung weit verzweige und man in neuen Spielanläufen das Geschehen aus verschiedenen Perspektiven erleben könne, sei Deadline eher als ein Literaturgenre als als ein Spiel zu betrachten. Das limitierte Vokabular des Spiels lasse die Interaktion mit dem Spiel allerdings weniger natürlich wirken, als er sich das erhofft habe. Der Journalist und Autor Gary McGath stellte 1984 heraus, dass der Plot von Deadline in seiner Qualität an Werke von Agatha Christie heranreiche, aber in unregelmäßigen Abständen die vierte Wand durchbreche und den Spieler daran erinnere, dass es sich um ein Spiel handele. Als Beispiel führt er eine Metalepse des Spiels auf: Im Robnerschen Anwesen kann der Spieler einen Roman mit dem Titel Deadline finden, der die Story des Spiels beinhaltet und dessen Ende der Spieler lesen kann, woraufhin das so prognostizierte Ende auch tatsächlich eintritt. McGath stellte die These auf, dass die Infocom-Autoren möglicherweise Angst davor hätten, ernst genommen zu werden, was darauf zurückzuführen sein könnte, dass sie entweder um die narrativen Grenzen ihres Mediums oder um die Grenzen ihrer literarischen Qualitäten wüssten.

### Retrospektiven
1997 machte Espen Aarseth, damals Leiter des Center for Computer Games Research an der IT-Universität Kopenhagen, Deadline zum hauptsächlichen Untersuchungsgegenstand des Kapitels über Adventures in seinem Werk Cybertext: Perspectives on Ergodic Literature. Er bezeichnete das Spiel als „Klassiker der goldenen Ära der Adventurespiele“. Eine Untersuchung zur Computerspielgeschichte und -theorie aus dem Jahr 2006 würdigte den ambitionierten Ansatz des Adventures. Die realitätsnahe Geschichte aus dem Krimi-Genre markiere einen klaren Bruch mit den vorher im Bereich der Textadventures vorherrschenden Fantasy-Handlungen. Erstmals werde auch mehr Wert auf die Dialoge mit plastischen Nicht-Spieler-Charakteren, als auf die Lösung von Rätseln gelegt. Nick Montfort, Professor für Digitale Medien am MIT, hebt hervor, dass Deadline dem Spieler insofern eine passive Rolle zuweise, als er das Spielgeschehen und die Spielwelt nicht frei beeinflussen könne, vielmehr sei er Spielball einer „schriftstellerischen Intrige“ des Spielautors gegen sich, was eine signifikante Neuerung gegenüber den bis dato erschienenen Fantasyspielen anderer Hersteller sowie den spielerischen Miniaturen eines Scott Adams darstelle. Eine deutliche Neuerung gegenüber allen zuvor erschienenen Adventurespielen sei zudem, dass es bis zum Erscheinen von Deadline Usus gewesen sei, dass der Spieler die Handlung aktiv erlebe und vorantreibe, während sie in Deadline bereits abgeschlossen sei und retrospektiv vom Spieler aufgedeckt würde.